# Trehornad tordyvel
Trehornad tordyvel (Typhaeus typhoeus) är en skalbaggsart som beskrevs av Carl von Linné 1758. Trehornad tordyvel ingår i släktet Typhaeus och familjen tordyvlar. Enligt den svenska rödlistan är arten nationellt utdöd i Sverige. . Arten har tidigare förekommit i Götaland men är numera lokalt utdöd. Artens livsmiljö är havsstränder, jordbrukslandskap. Inga underarter finns listade i Catalogue of Life.

## Bildgalleri

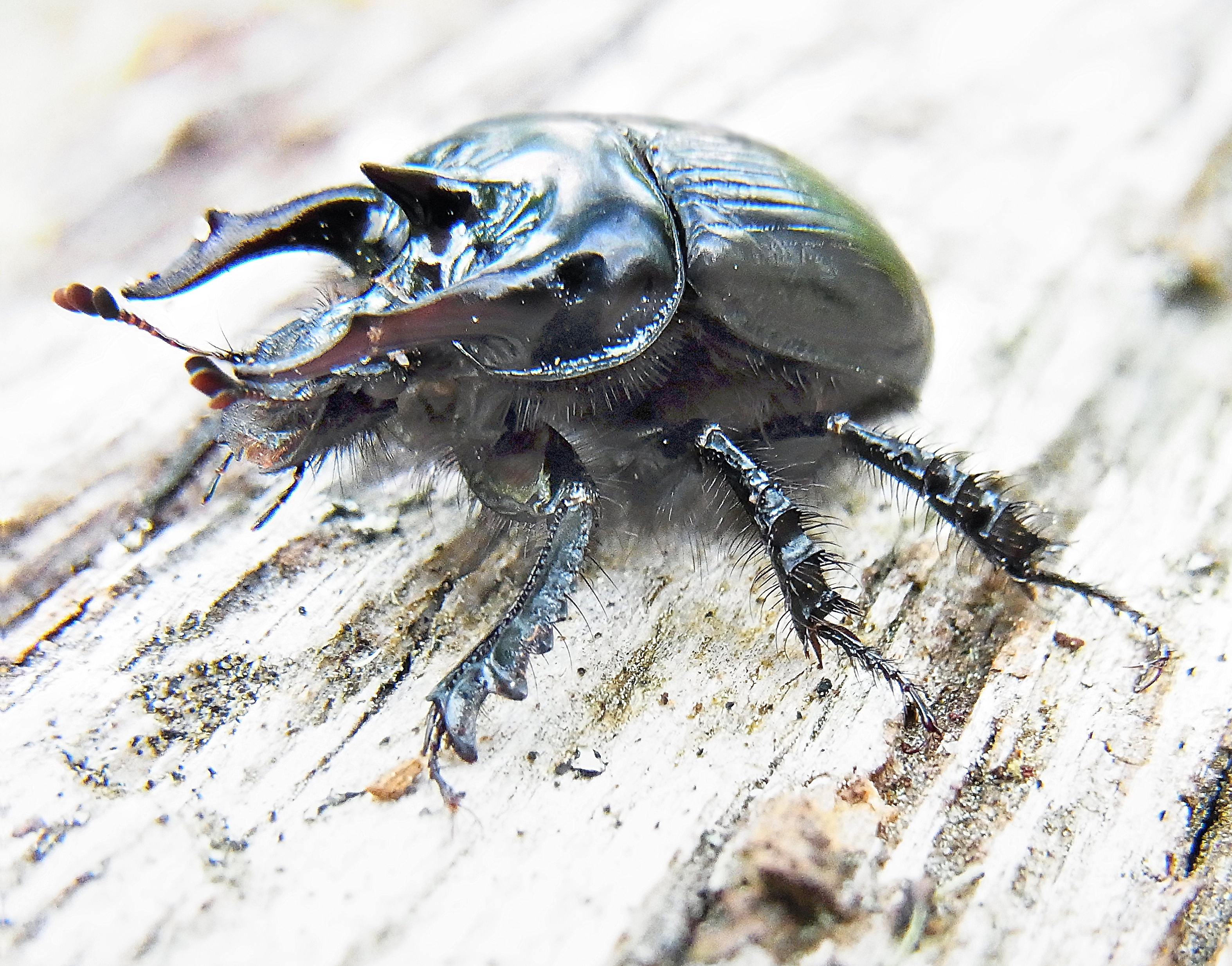
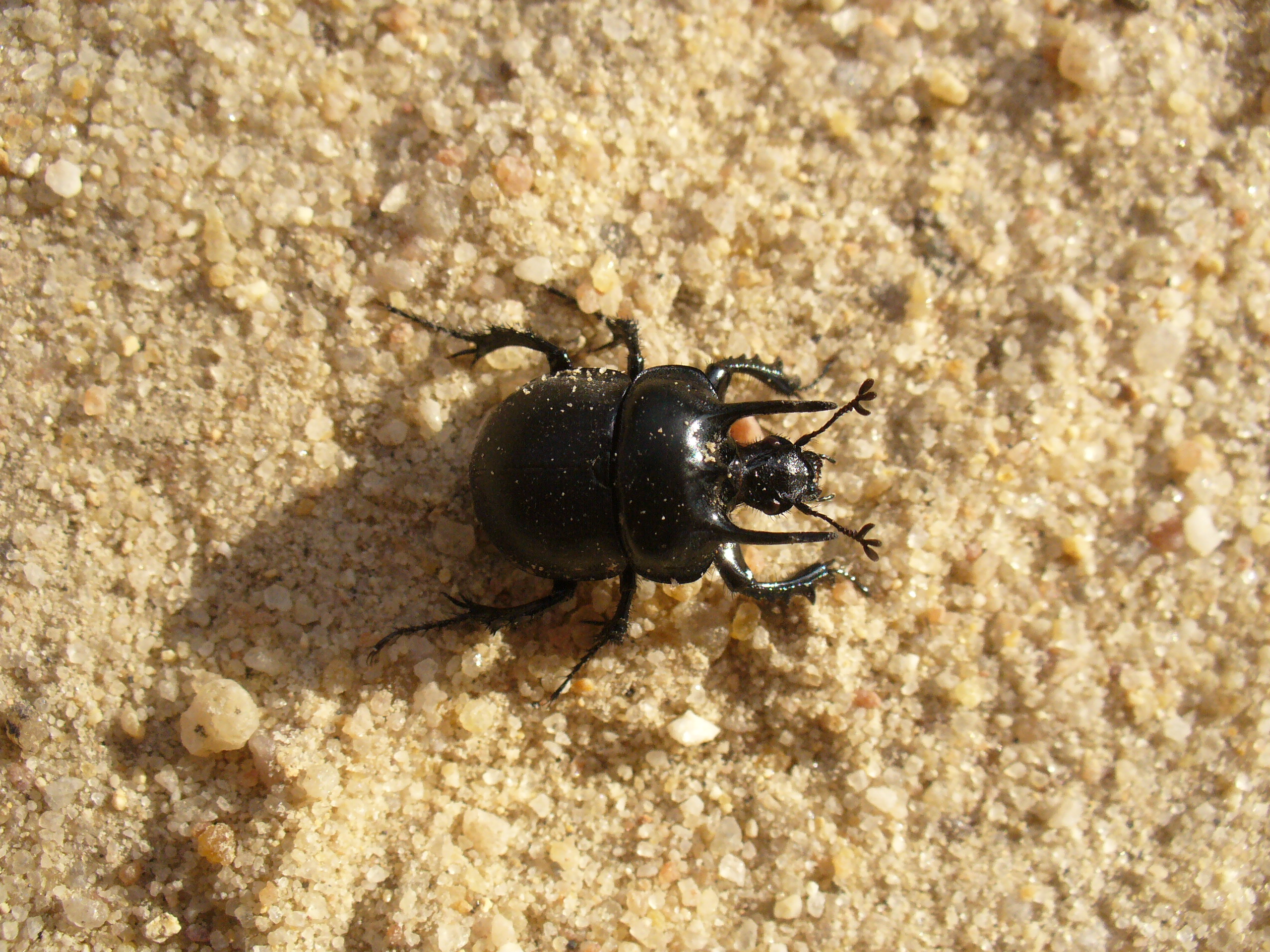
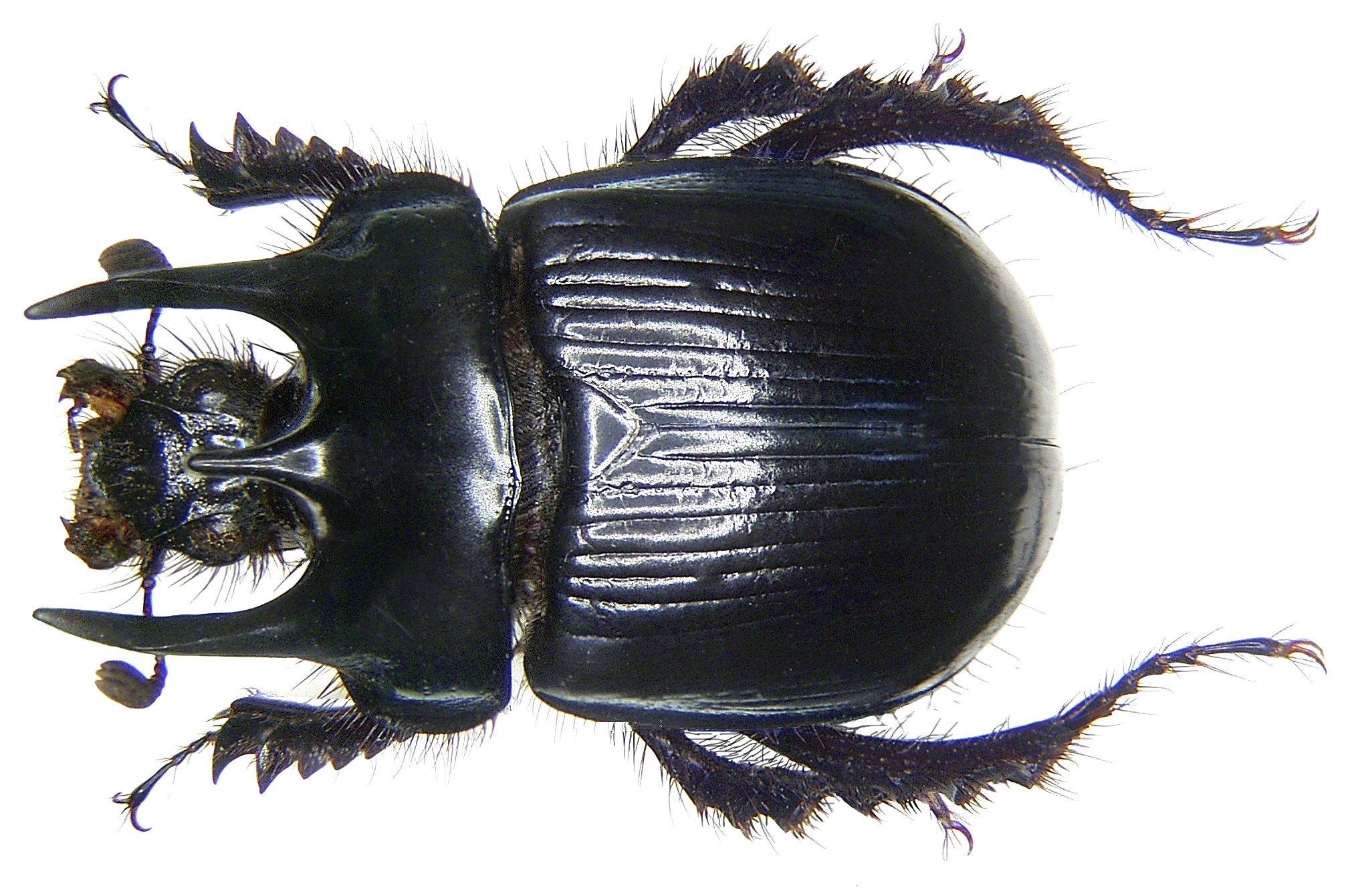
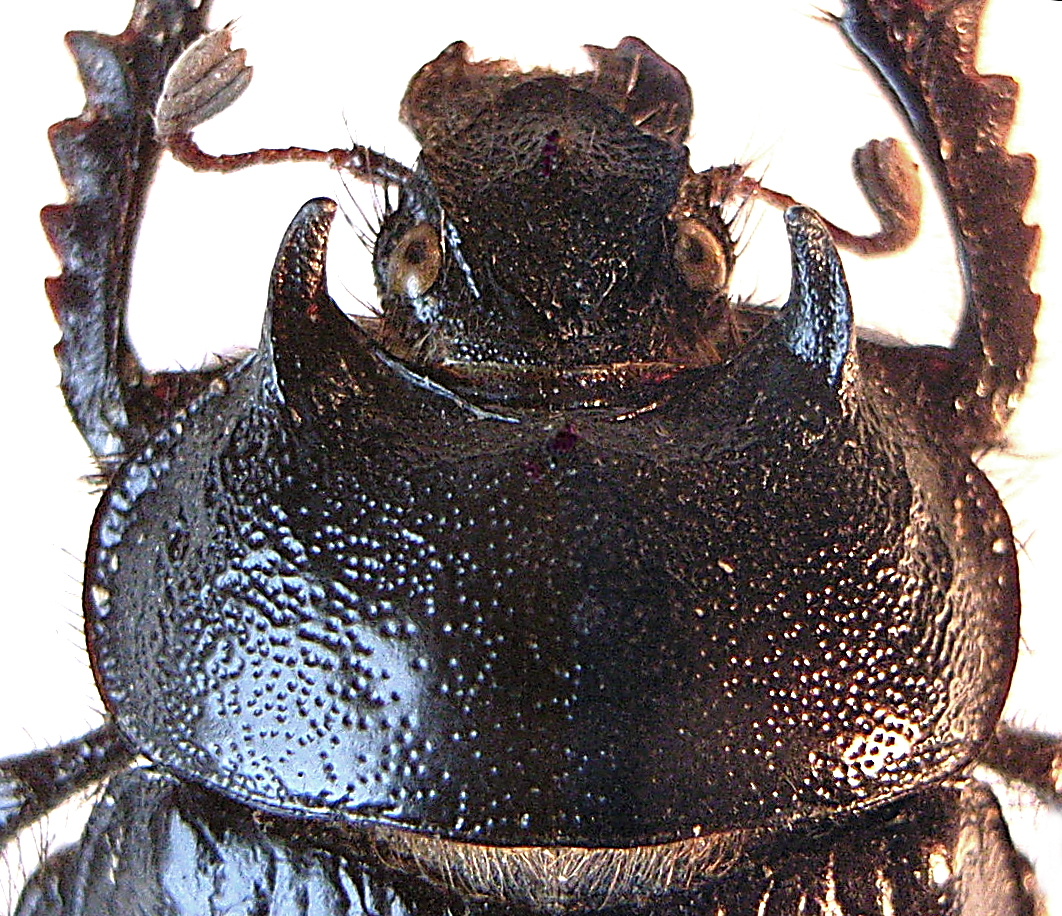
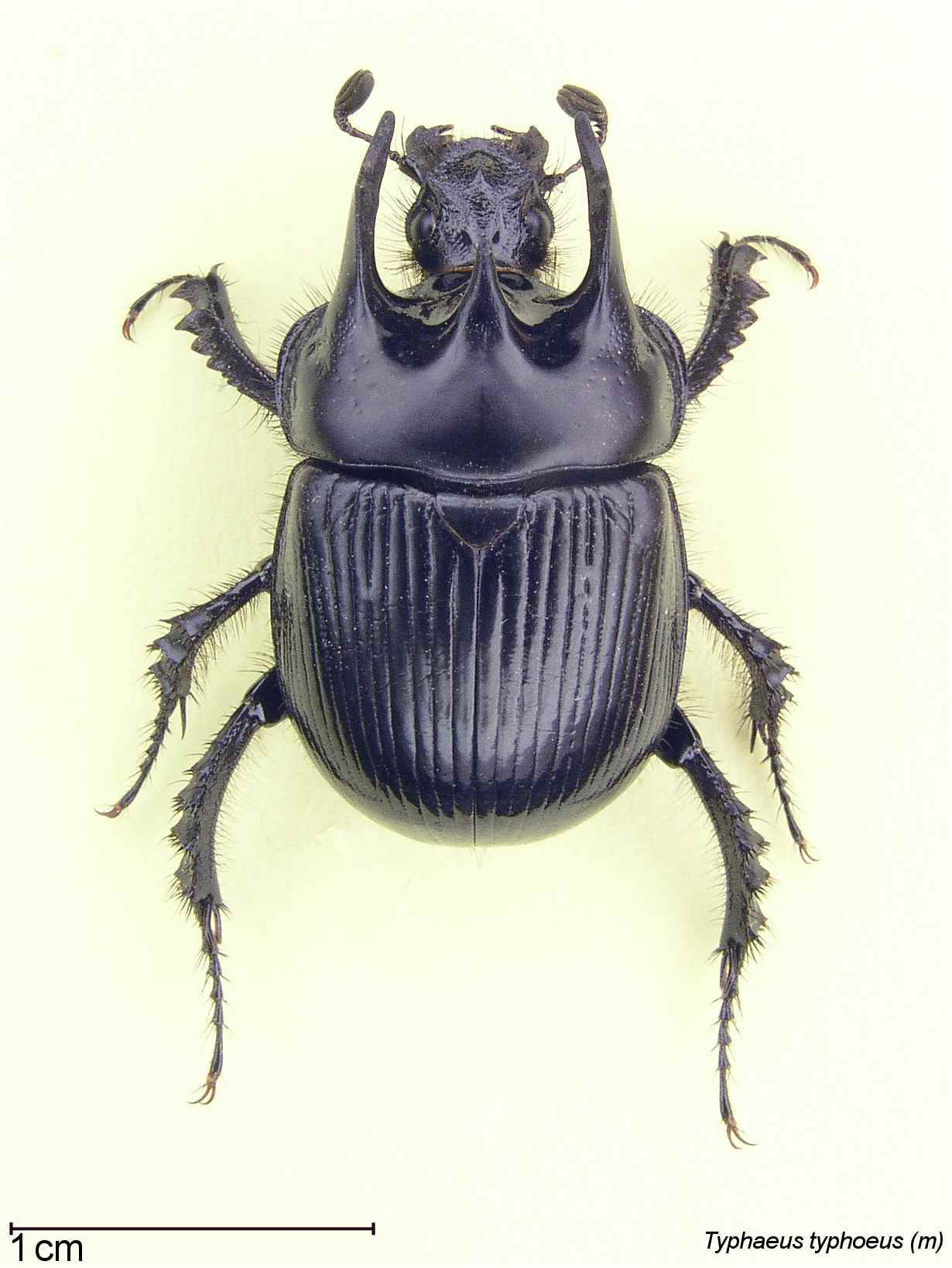
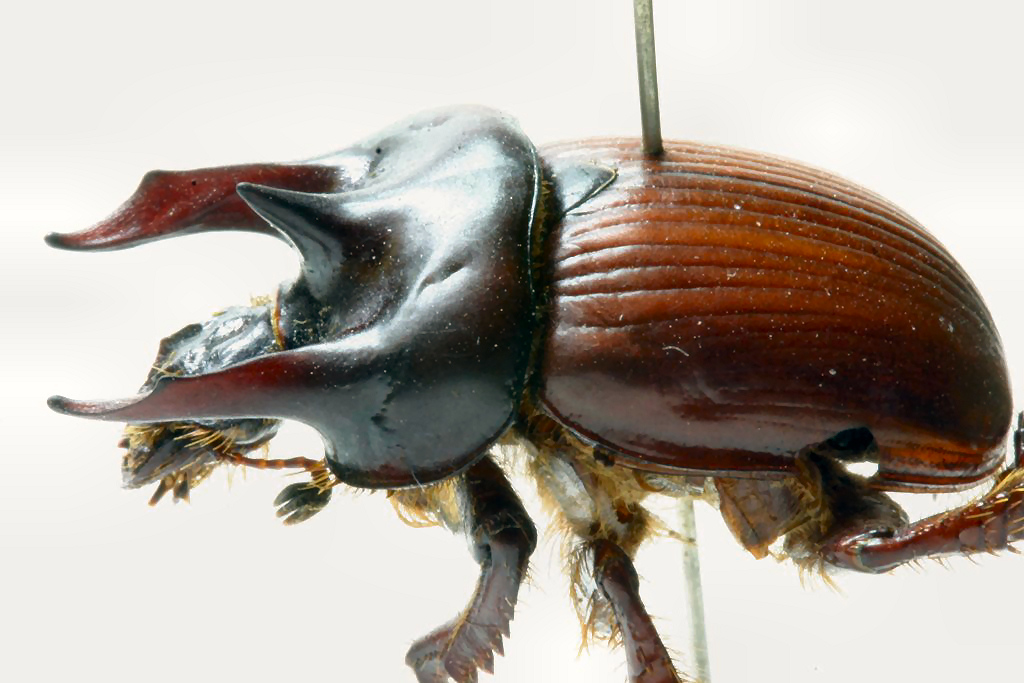